# Vána
| „ | Všechny květiny pučí, když jde kolem, rozkvétají, když na ně pohlédne, a když přichází, zpívají všichni ptáci. | “ |

Vána Věčně mladá je božská bytost v Tolkienově Středozemi. Je jednou z Valier, královen Valar. Je mladší sestrou Yavanny a Oromëho manželka. Je zodpovědná za zachování mládí všeho živého v Ardě. Bydlí v zahradách s rozkvetlými zlatými květinami a často chodí do Oromëho lesů. Její láska ke Zlatému stromu Laurelin způsobila, že jeho zbývající síla vytvořila zlatý plod, který pak byl ustanoven Sluncem.
Arien byla jedou z jejích Maiar a duch ohně, byla jí svěřena kolébka Slunce.
Melian je další Maia Vány pravděpodobně duch zpěvu či ptáků (přesněji slavíků), stala se královnou Doriathu a spolu se svým manželem Thingolem porodila nejznámější elfku Prvního věku - Lúthien Tinúviel.

## Jméno
- V quenijštině její jméno znamená „Krásná" a pochází ze slova vanima